# Драмована трилогія
Драмована трилогія — трилогія драматичних творів Пантелеймона Куліша.

## Хронологічна послідовність
Традиційно твори трилогії розташовувалися в такому порядку:
- «Байда, князь Вишневецький» (1553—1564);
- «Петро Сагайдашний» (1621);
- «Цар Наливай» (1596).

Так всі три драми були надруковані вперше разом (Харків, 1900), а згодом у «Творах Пантелеймона Куліша: В 6 т.» (Львів, 1909.— Т. 4) і «Сочинениях и письмах П. А. Кулиша: В 5 т.» (К., 1910.— Т. 4).
У той же час видавці зазначених зібрань творів П. Куліша Юліан Романчук (Твори Пантелеймона Куліша: В 5 т.— Т. 4.— С. 514) та Іван Каманін (Сочинения и письма П. А. Кулиша: В 6 т.— Т. 4.— С. 9, примітки) висловлювали сумніви щодо такого розташування творів. Іван Каманін звертав увагу на те, що на одній із редакцій драми «Петро Сагайдашний» П. Куліш олівцем написав: 
| Сю драму переписав, поправляючи, в «Драмованій трилогії» (частина друга). (Перва частина трилогії «Байда», друга «Петро Сагайдашний», третя «Цар Наливай»[1] |
Водночас є численні свідчення Пантелеймона Куліша, де він встановлює інший порядок як написання самих творів трилогії, так і їх розміщення. Так, у листі до М. Ф. Лободовського від 11 червня 1885 р. Куліш відзначає, що після «Царя Наливая» він написав два акти „третьої драми «Петро Сагайдашний»“. Підтвердження тому є і в листі від 4 січня 1886 р. А остаточно переконливою у правильності зробленого у даному виданні розташування творів трилогії стала така фраза П. Куліша із його листа до Б. Д. Грінченка від 30 березня 1894 р.:
|  | Оце ж «Байда» буде первою частиною «Драмованої трилогії»; другою буде «Петро Сагайдашний. Староруська драма» (1621); а третьою староруська драма «Цар Наливай» (1596)... Отже й сам помиляюсь: «Цар Наливай» — друга частина трилогії, а трейтя «Петро Сагайдашний» |

## Видання
- Драмована трилогія / Куліш Олелькович Панько. – Харків: "Печатное дело", 1900. – 316 c.